# Drachiella caelata
Drachiella caelata is een krabbensoort uit de familie van de Aethridae. De wetenschappelijke naam van de soort is voor het eerst geldig gepubliceerd in 1995 door Takeda & Tachikawa.